# Delma australis
Delma australis — вид геконоподібних ящірок родини лусконогових (Pygopodidae). Ендемік Австралії.

## Поширення й екологія
Delma australis поширені на півдні Австралії. Вони живуть у саванах, заростях маллі і на спініфексових луках, на заході ареалу трапляються в лісах і рідколіссях, а в напівпустельних районах — поблизу струмків. Ведуть наземний спосіб життя. Живляться комахами і павуками. Відкладають яйця.